# Библия бедных (сборник)
«Библия бедных» — книга российского писателя Евгения Бабушкина. Опубликована в 2017 году в издательстве «АСТ». В 2018 году вошла в лонг-лист премии «Национальный бестселлер». Состоит из трех частей: «Ветхий завет» — рассказы, повести и пьесы, «Новый завет» — репортажи и очерки, «Апокрифы» — историческая публицистика.
Структура книги отражает «три главных профессиональных амплуа Бабушкина на момент её издания: писатель-сказочник, журналист, публицист».
В книге автор «описывает постапокалиптическую реальность, в которой неуверенно бродят потерянные обездоленные люди».

## Отзывы
Критик Сергей Кумыш, сравнивает Евгения Бабушкина с молодым Джойсом и называет «возможно, лучшим современным российским писателем».
Для описания настоящего ужаса тоже есть язык. Этот язык, в данном конкретном случае нашел, присвоил, придумал писатель Евгений Бабушкин. А значит, искусство по-прежнему способно подниматься над жизнью, находить слова там, где слова, казалось бы, невозможны, где тупик, конец языка, смерть духа и разума.
В послесловии к «Библии бедных» писатель Алексей Цветков-младший отмечает, что автор «умеет переживать чужую боль и говорить об этом без обличительной пошлости и рваного воротника».
Среди предшественников Бабушкина литературный критик Ольга Балла упоминает обэриутов, Брехта, Петрушевскую, Андрея Платонова и Франца Кафку.
Бабушкин – в прямом родстве с теми авторами минувшего века, которых завораживала трагедия человеческого существования. Неустранимость этой трагедии и непостижимость ее, принадлежащие к самым основам бытия. Трагедия – это не (только) ужас, не в первую даже очередь он. Это еще и – главным образом – чудо и тайна. Трудные. Превосходящие наше разумение. Вот «Библия бедных» – такая.
Писательница Вероника Кунгурцева также отмечает родство «Библии бедных» с прозой советского авангарда, но критикует неудачную композицию книги, в которой публицистическая часть значительно превышает художественную.
Рассказы, – очень и очень хороши, прозрачные: сквозь них расколотый мир просвечивает. Давненько я не брала в руки таких чудесных рассказов о бедных людях, думала я, последний раз – это был Андрей Платонов. Восторгу моему не было предела, вернее, тут предел и настал. Потому что, к сожалению, по объему рассказы эти составляют даже не четверть книги – а куда меньше.
Критик Елена Макеенко пишет, что вошедшие в книгу тексты «остроумны, страшны и полны парадоксальной любви к человеку», что значительно выделяют её на фоне русского литературного ландшафта последних лет.
Евгений Бабушкин —  на редкость талантливый рассказчик. Рассказывая свои истории, он будто пританцовывает и размахивает цилиндром на фоне пламени, охватившего город.